# SOFIX
SOFIX es el primer índice oficial de la bolsa de Bulgaria, que inició su cotización el 20 de octubre de 2000. Representa una correlación de la suma de la capitalización bursátil de las compañías del índice en el día en curso y el día anterior.

## Composición
A 22 de marzo de 2010 el índice está compuesto de las siguientes compañías:
| BSE Código | Compañía                                      | Ciudad       | GICS Sector             | capitalización flotante | Peso en el índice (%) |
| ---------- | --------------------------------------------- | ------------ | ----------------------- | ----------------------- | --------------------- |
| 6AB        | Albena AD                                     | Albena       | Turismo                 | 0.1836                  | 1                     |
| 5BN        | Bulgarian American Credit Bank AD             | Sofía        | Banca                   | 0.1998                  | 1                     |
| 4CF        | Central Cooperative Bank AD                   | Sofía        | Banca                   | 0.3180                  | 1                     |
| 6C9        | Corporate Commercial Bank AD                  | Sofía        | Banca                   | 0.1271                  | 1                     |
| 5F4        | First Investment Bank AD                      | Sofía        | Banca                   | 0.1500                  | 1                     |
| 6C4        | Chimimport AD                                 | Sofía        | Materiales              | 0.2005                  | 1                     |
| 4EC        | ELARG Agricultural Land Opportunity Fund REIT | Sofía        | Bienes inmobiliarios    | 0.2840                  | 1                     |
| E4A        | Enemona AD                                    | Kozloduy     | Construcción            | 0.2726                  | 1                     |
| 6H2        | Holding Roads                                 | Sofía        | Construcción            | 0.3341                  | 1                     |
| 4ID        | Industrial Holding Bulgaria PLC               | Sofía        | Industrial              | 0.5023                  | 1                     |
| 4EH        | Eurohold Bulgaria AD                          | Sofía        | Aseguradora             | 0.3518                  | 1                     |
| 6K1        | Kaolin AD                                     | Senovo       | Química                 | 0.2194                  | 1                     |
| 5OTZ       | Lead & Zinc Complex PLC                       | Kardzhali    | Materiales              | 0.1010                  | 1                     |
| 5MH        | M+S Hydraulic AD                              | Kazanlak     | Bienes de Capital       | 0.2262                  | 1                     |
| 5MB        | Monbat AD                                     | Sofía        | Automóvil y componentes | 0.2443                  | 1                     |
| 3NB        | Neochim AD                                    | Dimitrovgrad | Química                 | 0.2391                  | 1                     |
| 5ORG       | Orgachim AD                                   | Rousse       | Química                 | 0.2399                  | 1                     |
| 3JR        | Sopharma AD                                   | Sofía        | Farmacéutica            | 0.2238                  | 0.8578                |
| SL9        | Sparky Eltos AD                               | Lovech       | Bienes de consumo       | 0.2204                  | 1                     |
| T57        | Trace group Hold AD                           | Sofía        | Construcción            | 0.1045                  | 1                     |